# Lepiceridae
Lepiceridae Hinton, 1936 è una famiglia di coleotteri del sottordine Myxophaga.

## Tassonomia
Comprende i seguenti generi:
- Lepicerus Motschulsky, 1855 (3 spp.)
- Lepichelus Kirejtshuk & Poinar, 2006 † (1 sp.)
- Haplochelus Kirejtshuk & Poinar, 2017 † (1 sp.)